# Panurgus minor
Panurgus minor är en biart som beskrevs av Warncke 1972. Panurgus minor ingår i släktet fibblebin, och familjen grävbin. Inga underarter finns listade i Catalogue of Life.